# The Witcher IV
The Witcher IV (auch The Witcher 4) ist ein in Entwicklung befindendes Action-Rollenspiel, das vom polnischen Entwicklerstudio CD Projekt Red entwickelt wird und von CD Projekt veröffentlicht werden soll. 
Wie seine Vorgänger basiert The Witcher IV auf der Hexer-Romanreihe des polnischen Schriftstellers Andrzej Sapkowski. Im Gegensatz zu den vorherigen Computerspielen der The-Witcher-Reihe ist der Hauptprotagonist nicht der Hexer Geralt von Riva, sondern seine Ziehtochter Cirilla von Cintra.

## Entwicklung
Im Jahr 2022 gab das Entwicklerstudio CD Projekt Red (CDPR) bekannt, dass es an einem neuen Spiel der Witcher-Reihe arbeitet und dass dieses der erste Teil einer neuen Trilogie sein würde. Nach der Veröffentlichung von Cyberpunk 2077 (erschienen im Jahr 2020) nahm CDPR strukturelle Änderungen an seinem Produktionsprozess vor und verlängerte die Vorproduktionsphase. In dieser Phase befand sich The Witcher IV von Mai 2022 bis November 2024. Intern trägt das Spiel den Arbeitstitel Project Polaris.
Die Entwickler wollten sicherstellen, dass das Spiel dem etablierten Kanon nicht widerspricht oder ihn „bricht“, unabhängig von den Entscheidungen des Spielers in dem direkten Vorgänger The Witcher 3: Wild Hunt (2015). CDPR erkannte auch, dass einige Spieler mit den vorherigen Spielen möglicherweise nicht vertraut sind, und versuchte, The Witcher IV sowohl als frischen Einstiegspunkt für Neulinge als auch als Fortsetzung für langjährige Fans zu gestalten. Das Studio hat eigenen Angaben zufolge lange über die Idee eines Spiels nachgedacht, in dem Ciri, die als spielbare Nebenfigur in Wild Hunt auftrat, als Hauptprotagonistin fungiert, und beschrieb die Figur als „sehr organische, logische Wahl“. Im Gegensatz zu Geralt, der in der gesamten Serie ein erfahrener Monsterjäger war, wird Ciri in The Witcher IV als noch lernende Monsterjägerin dargestellt, die „im Begriff ist, ihren eigenen Kodex nach ihren eigenen Vorstellungen zu formen“. Game Director Sebastian Kalemba betonte, dass die Entwickler darauf abzielen, die Handlungsfreiheit der Spieler zu erweitern, indem sie mehr Optionen für narrative und spielerische Entscheidungen bieten und so ein persönlicheres Erlebnis schaffen.
Das Studio wollte die Flexibilität des Gameplays verbessern und dabei auf seine Erfahrungen mit Cyberpunk 2077 zurückgreifen, insbesondere was die Abstimmung der Welterkundung mit einer verbesserten Kohärenz zwischen Hauptstory-Missionen, Nebenquests und Open-World-Aktivitäten angeht. Das Spiel wird mit der Unreal Engine 5 entwickelt, die CDPR übernommen hat, nachdem es von seiner proprietären REDengine abgewichen ist – der Technologie, die zuvor für The Witcher 2: Assassins of Kings (2011) und The Witcher 3: Wild Hunt verwendet wurde. Anders als bei der Entwicklung von Cyberpunk 2077 begann das Studio schon früh in der Produktion mit Testungen einer Portierung für Konsolen, um eine Crunch-Time zu vermeiden.
Im Dezember 2024 erschien der Debüt-Trailer zu The Witcher IV.